# هری لویس (هنرپیشه)
هری لویس (انگلیسی: Harry Lewis؛ ۱ آوریل ۱۹۲۰ – ۹ ژوئن ۲۰۱۳) یک هنرپیشه، و رستوران‌دار اهل ایالات متحده آمریکا بود.